# Dusona juventas
Dusona juventas är en stekelart som först beskrevs av Morley 1916.  Dusona juventas ingår i släktet Dusona och familjen brokparasitsteklar. Inga underarter finns listade i Catalogue of Life.